# سه‌هول و مه‌نوت
سه‌هول(*Seh₂ul) و مه‌نوت(*Meh₁not) خدایان بازسازی شدهٔ هندو-اروپایی خورشید و ماه هستند. *سه‌هول بر اساس خدایان خورشید اسطوره‌های هندو-اروپایی تأیید شده بازسازی شده‌است، اگرچه جنسیت آن (مرد یا زن) مورد بحث است، زیرا خدایان از هر دو جنس در اساطیر وجود دارند. به همین ترتیب، *مه‌نوت- بر اساس خدایان ماه در زبان‌های فرزند هندو-اروپایی بازسازی شده‌است، اما آنها در رابطه با جنسیت متفاوت هستند.
دوره روزانه *سه‌هول در آسمان سوار بر یک ارابه اسب، یک الگوی رایج در میان اسطوره‌های هند و اروپایی است. در حالی که احتمالاً موروثی است، این بن‌مایه مطمئناً پس از معرفی چرخ در سبزدشت پونتی‌کاسپی در حدود ۳۵۰۰ سال قبل از میلاد ظاهر شد، و بنابراین یک افزوده متأخر به فرهنگ نیا-هندو-اروپایی است.

## ایزد خورشید
*سه‌هول بر اساس خدای یونانی هلیوس، شخصیت اساطیری یونان هلن تروایی، خدای رومی سول، خدای سلتی سولیس، خدای ژرمن شمالی سول، خدای ژرمن جنوبی سوویلو، خدای هیتی آرینیتی، خدای زرتشتی هورخشه‌ئته، و خدای ودایی سوریا بازسازی شده‌است.
در اسطوره‌های زبان‌های فرزند (یعنی بالتیک، یونانی و هندی قدیم و..)، خدای خورشید با ارابه یا واگنی سوار بر اسب از آسمان عبور می‌کند.

## ایزد ماه
*مه‌نوت- بر اساس خدای نورس مانی، خدای اسلاوی میسیاتیس، و خدای لیتوانیایی منو یا مینو (مینولیس) بازسازی شده‌است. بقایای خدای ماه ممکن است در خدای ماه لتونیایی منس، خدای آناتولی (فریگی) مِن؛ منه نام دیگری برای سلنه، و در خدای ماه زرتشتی ماه (ماونگهه) وجود داشته باشد.

## اسطوره جایگزین

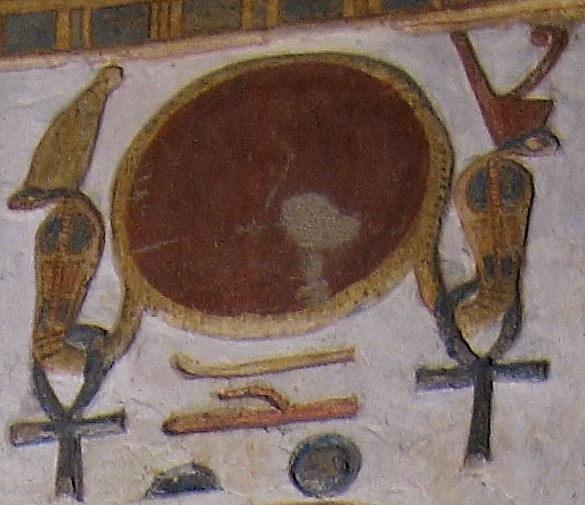
چشم رع، خدایی غیر هندواروپایی و غیرمرتبط اما با استعاره ای مشابه با استعاره چشم دیوس

اگرچه خورشید به عنوان یک خدای مستقل و معمولاً مؤنث تجسم می‌شد، نیا-هندو-اروپایی‌ها خورشید را به عنوان «چراغ دیوس(Dyēws)» یا «چشم دیوس(Dyēws)» نیز تصور می‌کردند، همان‌طور که در بازتاب‌های مختلف دیده می‌شود: «چراغ خدا». "در اثر اوریپید مده‌آ، "شمع بهشت" در بیوولف، یا "مشعل سرزمین هتی"، شیوه‌ای که ایزد خورشید آرینا در دعای هیتی‌ها نامیده شده‌است؛ و هلیوس به عنوان چشم زئوس، هورخشه‌ئته به عنوان چشم اهورا مزدا، و خورشید به عنوان «چشم خدا» در فولکلور رومانیایی. نام ایزدبانوان خورشید سلتی مانند سولیس و گریان نیز ممکن است به این ارتباط اشاره داشته باشد: کلمات «چشم» و «خورشید» در این زبان‌ها جابه‌جا شده‌اند، از این رو نام ایزدبانوها به این دلیل است.
اساطیر مصر با اساطیر هند و اروپایی ارتباطی ندارد، بنابراین پیوند تاریخی بعید است، اما استعاره چشم رع نیز در آن به کار رفته‌است.